# دوروثي كامبل
دوروثي كامبل (بالإنجليزية: Dorothy Campbell)‏ (بالإنجليزية: Dorothy Campbell)‏ هي لاعبة غولف بريطانية وأمريكية، ولدت في 24 مارس 1883 في نورث بيرك في المملكة المتحدة، وتوفيت في 20 مارس 1945 في يماسي في الولايات المتحدة.

## وصلات خارجية
- دوروثي كامبل على موقع الموسوعة البريطانية (الإنجليزية)